# Boris Peškovič
Boris Peškovič (n. 30 iunie, 1976 în Topoľčany) este un fost portar slovac, care a jucat pentru CFR Cluj.

## Titluri
| Sezon   | Club          | Titlu         |
| ------- | ------------- | ------------- |
| 2009-10 | CFR 1907 Cluj | Liga I        |
| 2009-10 | CFR 1907 Cluj | Cupa României |